# 狄利克雷单位定理
狄利克雷单位定理是代数数论两个基本定理之一，是由約翰·彼得·古斯塔夫·勒熱納·狄利克雷得出的。它指出在数域OK的代数整数环中单位群的可用一正实数regulator来度量，这正实数记为rank，可反映如何单位群在域OK的“稠密”程度。

## 狄利克雷单位定理
狄利克雷证明了单位群是有限生成的阿贝尔群，这乘法阿贝尔群阶等于:r = r1 + r2 − 1.数域 K 有扩张[K:Q]=r=r1+2r2，{\displaystyle r_{1}}为K的实素点个数，{\displaystyle 2r_{2}} 为K的复素点个数.